# Moisés Wolschick
Moisés Wolschick (Santa Clara do Sul, 24 settembre 1994) è un calciatore brasiliano, centrocampista dell Bhayangkara.

## Caratteristiche tecniche
È un mediano.

## Carriera
Cresciuto nel settore giovanile del Lajeadense, ha esordito in prima squadra il 17 febbraio 2013 in occasione del match del Campionato Gaúcho vinto 3-0 contro il Santa Cruz-RS.
Il 19 settembre 2013 è stato acquistato dal Grêmio.